# Ja’akow Josef
Ja’akow Josef (hebr.: יעקב יוסף, ang.: Ya'akov Yosef, ur. 18 października 1946 w Jerozolimie, zm. 12 kwietnia 2013) – izraelski rabin i polityk, w latach 1984–1988 poseł do Knesetu.

## Życiorys
Syn rabina Owadii Josefa.
Urodził się 18 października 1946 w Jerozolimie w ówczesnym Brytyjskim Mandacie Palestyny. Ukończył różne jesziwy, uzyskał smichę rabinacką.
W polityce związał się z ultraortodoksyjnym ugrupowaniem Szas. W latach 1983–1984 był członkiem jerozolimskiej rady miejskiej.
W wyborach w 1984 został wybrany posłem. W jedenastym Knesecie zasiadał w komisjach edukacji i kultury oraz konstytucyjnej, prawa i sprawiedliwości. Był także członkiem komisji śledczej ds. wypadków drogowych. W 1988 utracił miejsce w parlamencie.
Zmarł 12 kwietnia 2013.